# 威斯縣 (維吉尼亞州)
威斯县（英語：Wythe County）是美國維吉尼亞州西南部的一個縣。面積1,200平方公里。根據美國2000年人口普查，共有人口27,599人。縣治威斯維爾（Wytheville）。
成立於1789年12月1日，1790年5月1日生效。縣名紀念大陸會議代表、《美國獨立宣言》簽署人之一喬治·威斯。